# Гиперкомпактная звёздная система
Гиперкомпактная звёздная система (англ. hypercompact stellar system, HCSS) — плотное звёздное скопление вокруг сверхмассивной чёрной дыры (СМЧД), выброшенной из центра галактики. Звёзды, находящиеся близко к чёрной дыре во время её выбрасывания из галактики, продолжают оставаться гравитационно связанными с чёрной дырой, образуя гиперкомпактную звёздную систему.
Термин "гиперкомпактная" означает, что такие системы являются малыми по размеру по сравнению с обычными звёздными скоплениями такой же светимости, поскольку сила притяжения сверхмассивной чёрной дыры заставляет звёзды двигаться по очень близким орбитам вокруг центра скопления.
Первым кандидатом в гиперкомпактные звёздные системы является яркий рентгеновский источник SDSS 1113 вблизи галактики Маркарян 177. Обнаружение подобных систем подтвердит возможность существования сверхмассивных чёрных дыр за пределами галактик. 

## Свойства
Астрономы считают, что сверхмассивные чёрные дыры могут быть выброшены из центра галактик вследствие воздействия гравитационных волн: при слиянии двух сверхмассивных чёрных дыр потеря энергии происходит при излучении гравитационных волн; поскольку излучение гравитационных волн происходит не изотропно, то некоторый момент передаётся слившимся чёрным дырам. Компьютерное моделирование подтвердило, что СМЧД могут в результате данного процесса приобретать скорости до 105 км/с, что превышает скорость убегания из центра даже самых массивных галактик.
Звёзды, вращающиеся вокруг СМЧД в момент приобретения ей импульса, будут также испытывать приращение скорости, при этом их орбитальная скорость будет превышать соответствующую импульсу скорость Vk. Размеры скопления определяются так: радиус соответствует радиусу орбиты, на которой скорость равна скорости Vk,
{\displaystyle R={\frac {GM}{V_{k}^{2}}},}
где M — масса чёрной дыры, G — гравитационная постоянная. Радиус  R равен примерно половине парсека для Vk около 1000 км/с и массы СМЧД  100 млн масс Солнца. Наиболее крупные гиперкомпактные системы должны обладать размерами около 20 пк; примерно таким же размером обладают крупные шаровые скопления; наименее крупные должны обладать размерами около тысячной доли парсека, заметно меньше любого обычного скопления звёзд.
Количество звёзд, которые остаются связанными с СМЧД после приобретения ей импульса, зависит как от Vk, так и от того, насколько плотно звёзды располагались относительно СМЧД. Существует ряд аргументов в пользу утверждения о том, что полная звёздная масса должна составлять около 0,1%  от массы СМЧД или менее. Наиболее крупные гиперкомпактные системы могут содержать несколько миллионов звёзд, при этом по светимости такие системы будут сопоставимы с шаровыми скоплениями или с ультракомпактными карликовыми галактиками.
Помимо особой компактности, главным отличием между гиперкомпактной системой и обычным звёздным скоплением является существенно большая масса вследствие наличия СМЧД в центре. СМЧД сама по себе тёмная и недоступная для обнаружения, но её гравитационное воздействие приводит к тому, что звёзды движутся с гораздо большими скоростями по сравнению со звёздами в обычных скоплениях: сотни и тысячи км/с вместо нескольких км/с.
Если скорость выброса была меньше скорости убегания в галактике, то СМЧД снова вернётся к центральной области галактики, такие колебания будут многократно повторяться. В таком случае гиперкомпактная звёздная система будет существовать как отдельный объект сравнительно малое время, несколько сотен миллионов лет.
Даже если система удалится из галактики, она останется связанной с группой или скоплением галактик, поскольку скорость убегания из скопления галактик значительно выше, чем из отдельной галактики. При наблюдении гиперкомпактная система будет двигаться с меньшей чем Vk скоростью вследствие преодолевания гравитационного воздействия галактики и/или скопления галактик.
Звёзды в гиперкомпактной звёздной системе будут близки по типу к звёздам в ядрах галактик. Таким образом, звёзды в гиперкомпактных системах более богаты металлами и более молодые, чем звёзды в типичном шаровом скоплении.

## Поиск
Поскольку чёрная дыра в центре гиперкомпактной системы по сути своей невидима, то система будет напоминать по виду тусклое скопление звёзд. Определение того, является ли скопление гиперкомпактной системой, требует измерения орбитальных скоростей звёзд в скоплении по эффекту Доплера и доказательства более быстрого движения звёзд по сравнению со звёздами в обычных скоплениях. Данные наблюдения сложны, поскольку гиперкомпактные системы должны быть тусклыми, при этом потребуются длительные экспозиции даже для 10-метровых телескопов.
С наибольшей вероятностью обнаружить такие системы можно будет в скоплениях галактик, поскольку, во-первых, большинство галактик в скоплении являются эллиптическими, они, вероятно,  сформировались при слиянии галактик. Слияние галактик позволяет сформироваться двойной СМЧД. Во-вторых, скорость убегания из скопления галактик достаточно велика, чтобы удержать гиперкомпактную систему внутри скопления, даже если она преодолела притяжение своей галактики.
По оценкам ближайшие скопления галактик Печи и Девы могут содержать сотни или тысячи подобных систем. Такие скопления галактик исследовались на предмет наличия компактных галактик и звёздных скоплений. Возможно, некоторые из выявленных в рамках обзоров объекты являются гиперкомпактными системами. У некоторых из компактных объектов обнаружены высокие внутренние скорости, но всё же массы объектов недостаточны для отнесения их к гиперкомпактным системам.
Другим вероятным местом обнаружения гиперкомпактных систем являются области около остатков недавнего слияния галактик.
Время от времени чёрная дыра в центре гиперкомпактной системы может разрушать звёзды, проходящие к ней слишком близко, создавая яркую вспышку. Несколько таких вспышек наблюдалось в центральных областях галактик, причиной вспышек могло стать слишком близкое прохождение звёзд вблизи СМЧД в ядрах галактик. По оценкам выброшенная из галактики СМЧД может разрушить около десятка звёзд за то время, которое ей требуется для покидания галактики. Поскольку время существования вспышки составляет несколько месяцев, шансы увидеть такое явление невелики несмотря на большой объём исследуемого пространства. Также звезда в гиперкомпактной системе может взорваться как сверхновая первого типа.

## Важность обнаружения
Открытие гиперкомпактных звёздных систем важно по нескольким причинам.
- Оно создаст доказательство возможности существования сверхмассивных чёрных дыр за пределами галактик.
- Оно подтвердит результаты компьютерного моделирования, предсказывающего создание гравитационными волнами импульса до тысяч км/с.
- Существование гиперкомпактных систем приводит к выводу о том, что некоторые галактики не имеют СМЧД в центрах. Такой вывод особенно важен для теорий, связывающих рост галактик с ростом СМЧД в центрах, и для эмпирических соотношений между массой СМЧД и свойствами галактик.
- Если будет обнаружено много таких систем, то было бы возможным получение распределения передаваемых СМЧД скоростей, которое содержало бы информацию о истории слияния галактик, массах и спинах двойных чёрных дыр.